# Pietro Pastorino
Pietro Pastorino (Genova, 17 agosto 1913 – ...) è stato un calciatore e allenatore di calcio italiano, di ruolo centrocampista.

## Carriera

### Giocatore
Cresce nel Genova 1893 con cui debutta in Serie A a 19 anni. Viene mandato in prestito all'Imperia dove, in Prima Divisione, ha la possibilità di maturare esperienza utile a ritornare tra i rossoblu dopo un anno.
Nella sua seconda stagione nel massimo campionato gioca 8 partite, e si conclude con la prima retrocessione del Genoa in Serie B, venendo trasferito al Vigevanesi in Serie B a fine stagione. Dopo due stagioni con i lombardi, la seconda chiusa con la retrocessione, ritorna a Genova, gioca il campionato riserve con i rosso-blu, poi a giugno viene impiegato nella ripetizione della semifinale di Coppa Italia col Milan e nella finale, vinta dai liguri, contro la Roma, per passare poi nel 1937 all'Atalanta.
Con i bergamaschi disputa un campionato da titolare in Serie A, chiuso con la retrocessione tra i cadetti, ed un altro di Serie B nel quale la promozione svanisce all'ultima giornata. Viene quindi ceduto al Napoli, con cui disputa il campionato di Serie A 1939-1940. Torna quindi a Genova per vestire la maglia del Liguria, con cui centra la vittoria nel campionato di Serie B 1940-1941.
Nel 1941 torna in Campania dove disputa un campionato di Serie C, con lo Stabia, quindi passa al Cavagnaro Genova (rinominato in seguito Sestrese).
Durante l'interruzione bellica ai campionati ufficiali disputa il Campionato Alta Italia 1944 con il Casale, per chiudere la carriera con la Sestrese, con cui disputa un campionato di C e uno di B.
In carriera ha totalizzato complessivamente 46 presenze in Serie A e 115 presenze e 2 reti in Serie B.

### Allenatore
Dopo un triennio all'Entella, ha allenato per una stagione l'Imperia nelle serie minori; è poi tornato all'Entella, dove ha vinto un campionato di Serie D.

## Palmarès

### Giocatore

#### Competizioni nazionali
- Coppa Italia: 1

Genoa: 1936-1937
- Serie B: 1

Liguria: 1940-1941

### Allenatore

#### Competizioni regionali
- Campionato Interregionale: 1

Entella: 1957-1958

#### Competizioni nazionali
- Serie D: 1

Entella: 1963-1964